# 圣若泽-迪埃斯皮尼亚拉斯
圣若泽-迪埃斯皮尼亚拉斯是巴西帕拉伊巴州的一个市镇。总面积725.654平方公里，总人口4452人，人口密度6.1人/平方公里。